# عاشق‌ها ایستاده می‌میرند
عاشق‌ها ایستاده می‌میرند فیلمی به کارگردانی شهرام مسلخی، نویسندگی فرهاد طب‌نوری و شهرام مسلخی تهیه‌کنندگی یوسف صمدزاده محصول سال ۱۳۹۲ است.

## خلاصه فیلم
رضا یک خبرنگار آزاد است که به‌طور اتفاقی سرنخ‌هایی از هیوا سرباز عراقی پیدا می‌کند که سال‌ها پیش رضا را در شرایط سخت جنگی نجات داده‌است. او برای جواب به مسائلی که سال‌هاست از اطرافیانش پنهان کرده عازم عراق می‌شود تا دوباره با ان سرباز عراقی روبرو شود.

### نامزد ها
- نامزد تندیس زرین بهترین جلوه‌های ویژه میدانی از جشن سینمای ایران[نیازمند منبع]